# П (слово ћирилице)
Слово П је деветнаесто слово српске ћирилице. Настало је преузимањем слова  пи из грчког алфабета.